# دولت کرواسی
دولت کرواسی (کرواتی: Vlada Hrvatske) قوه مجریه کرواسی است، که از ۱۶ وزارتخانه تشکیل می‌شود و بر پایه قانون اساسی کرواسی در سال ۱۹۹۰ تأسیس شد.